# 特卷蛾属
特卷蛾属（学名：Tosirips）为卷叶蛾科的一个属。

## 下属物种
本属包括以下物种：
- Tosirips magyarus Razowski, 1987
- 紫特卷蛾 Tosirips perpulchrana (Kennel, 1901)